# Апостоловский городской совет
Апостоловский городской совет (укр. Апостолівська міська рада) — административно-территориальная единица и соответствующий орган местной власти в составе Апостоловского района Днепропетровской области Украины.
Административный центр городского совета находится в г. Апостолово.

## Населённые пункты совета
- г. Апостолово
- пос. Украинка
- с. Новомарьяновка